# Westfront (Rote Armee)
Die Westfront (russisch Западный фронт) war eine militärische Formation der Roten Armee während des Deutsch-Sowjetischen Krieges (1941–1945). Die Front wurde am 22. Juni 1941 aus dem Westlichen Besonderen Militärbezirk (vor Juli 1940 als Weißrussischer Militärbezirk bezeichnet) gebildet und bestand bis zum 24. April 1944, als sie in 3. Weißrussische Front umbenannt wurde. Mit 1418 Tagen bestand sie als einzige Front die gesamte Dauer des Krieges zwischen der Sowjetunion und Deutschland.

## Einsatz

### Grenzschlachten
Die Front deckte im Juni 1941 470 km der westlichen Grenze der Sowjetunion von der Südgrenze Litauens bis zum Prypjat und der Stadt Włodawa. Sie schloss sich im Norden an die Nordwestfront an, die die Grenze der Litauischen SSR bis nach Leningrad deckte und im Süden an die Südwestfront an, die die Ukraine schützte. Zu diesem Zweck waren der Front unter dem Kommando von General Dmitri Grigorjewitsch Pawlow, der seit Juni 1940 bereits Kommandeur des Militärbezirks gewesen war, die 3., 4. und 10. Armee sowie der Stab der 13. Armee unterstellt.
Die Westfront stand direkt den Hauptkräften der Heeresgruppe Mitte gegenüber, als diese in Richtung Moskau vorstieß. Bereits beim ersten Angriff verlor die Front große Teile ihrer Panzer- und Fliegerkräfte, was maßgeblich damit zusammenhing, dass nach der Besetzung Ostpolens im September 1939 nicht genügend militärische Einrichtungen zur Verfügung standen und die Befestigungsanlagen noch nicht fertiggestellt waren. Diese Schwierigkeiten wurden durch den Aufmarsch der Truppen der Front, der die Flanken schwächte, noch verschärft. Die Hauptmacht der Westfront wurde im Raum Białystok zusammengezogen. Die deutsche 9. und 4. Armee durchbrachen die sowjetischen Verteidigungsstellungen in der Kesselschlacht bei Białystok und Minsk. Am Abend des 25. Juni stieß das deutsche XXXXVII. Panzerkorps zwischen Slonim und Wolkowysk durch und erzwang den Rückzug der von der Einkesselung bedrohten Truppen im Frontbogen, wodurch der Zugang nach Minsk entblößt wurde.
Am 27. Juni schlugen Panzergruppe 2 und 3 von Süden und Norden los und konnten sich im Raum Minsk vereinigen. Am 28. Juni gelang es der deutschen 9. und 4. Armee östlich von Białystok eine Verbindung herzustellen, womit der Kessel in zwei Teile geteilt wurde: Den größeren Kessel von Białystok, der die sowjetische 10. Armee umfasste und der kleinere Nowogrodek-Kessel. Dabei kesselten sie die sowjetische 3., 4. und 10. Armee sowie Teile der 13. Armee, insgesamt etwa 20 Divisionen ein, während Reste der sowjetischen 4. und 13. Armee sich ostwärts auf die Beresina zurückzogen. Innerhalb von 17 Tagen verlor die Westfront 420.000 ihrer 625.000 Mann.
Der Oberbefehlshaber der Front, Armeegeneral Dmitri G. Pawlow, und der Stab der Front wurden nach Moskau zurückgerufen, wo ihnen vorgeworfen wurde, bewusst die Verteidigung sabotiert und sich kampflos zurückgezogen zu haben. Sie wurden als Verräter verurteilt und hingerichtet, ihre Familien wurden entsprechend dem NKWD-Befehl Nr. 00486 pressiert. (1956 wurden sie rehabilitiert.)

### Verteidigung von Smolensk und Moskau
Weitere Armeen (16., 19., 20., 21., 22., 24. und 28. Armee) aus der Stawka-Reserve marschierten an der Westfront auf: Zusammen 56 Schützendivisionen und fünf Mechanisierte Korps, deren Anmarsch Mitte Juli abgeschlossen war. Das Kommando über die Front übernahm zunächst Andrei Iwanowitsch Jerjomenko und Ende Juli Marschall Timoschenko. Zum Schutze des bedrohten Militärbezirks Moskau wurde auf Befehl Stalins hinter der Westfront im Raum Moschaisk die „Moskauer Reservefront“ unter Generalleutnant Artemjew aktiviert, welche durch vier weitere Reserve-Armeen, – die 31., 32., 33. und 34. gebildet wurde. Die Westfront erlitt in der Kesselschlacht bei Smolensk neue Verluste, es gelang aber nach dem Abwehrkampf im Raum Jelnja, den deutschen Vormarsch zwei Monate lang aufzuhalten. Ende Juli wurde die Front geteilt, am rechten Flügel im Raum Brjansk etablierte sich die Zentralfront unter Generaloberst Fjodor Kusnezow, welche die 3., 13., 21. und 50. Armee umfasste.
Am 12. September 1941 übernahm Generaloberst Iwan Stepanowitsch Konew den Befehl über die Westfront. Diese umfasste zu diesem Zeitpunkt die 22., 29., 30., 19., 16. und 20. Armee, die nebeneinander vom Seligersee im Norden bis Jelnja im Süden standen. Am Beginn des Unternehmen Taifun gelang der deutschen Heeresgruppe Mitte, erneut eine erfolgreiche Zangenoperation. Im Kessel von Wjasma befanden sich die sowjetische 19. Armee, 24. Armee, die 20., 30. und die 16. Armee, sodass insgesamt mehr als fünf Armeen für die Verteidigung wegfielen.
In dieser Krise übernahm Armeegeneral Schukow am 10. Oktober das Oberkommando in der Schlacht um Moskau. Die Westfront verfügte trotz der Eingliederung der Reservefront Mitte Oktober zunächst nur mehr über 90.000 Mann. Unterdessen formierte sich die 33. Armee unter Generalleutnant Jefremow bei Naro-Fominsk und wurde Schukows Kommando unterstellt. Eine neu formierte 16. Armee unter General Rokossowski verteidigte Wolokolamsk. General Goworow befehligte die 5. Armee, die kurz zuvor aus dem I. Garde-Schützenkorps aufgestellt worden war und bald durch die 32. Schützendivision in Moschaisk verstärkt werden sollte. Die 43. Armee unter General Golubew befand sich in Malojaroslawez, die 49. Armee unter General Sacharkin bei Kaluga und die 50. Armee unter General Iwan Boldin im Frontbogen von Tula.
Im Verlauf der strategischen Gegenoffensive im Dezember 1941 fügten die Verbände der Front, in Zusammenwirken mit der Kalininer Front und der Südwestfront, der Heeresgruppe Mitte die erste große Niederlage zu und warfen den Gegner um 100 bis 250 Kilometer zurück.

### 1942
Im Verlauf der strategischen Operation von Rschew-Wjasma konnten die Armeen der Westfront Anfang 1942 zusammen mit den Verbänden der Kalininer Front und unter Mitwirkung der Armeen der Brjansker und der Nordwestfront den Gegner um 80 bis 250 Kilometer nach Westen zurückwerfen und die Oblaste Moskau und Tula, sowie viele Bezirke der Oblaste Kalinin und Smolensk befreien.
Im Juli und August 1942 gelang es den Verbänden der Front zusammen mit der Kalininer Front in der Rschew-Sytschowka-Operation, die gegnerische Aufmarschbasis links der Wolga im Bezirk Rschew zu liquidieren.
Nachdem General Konew Ende August 1942 erneut die Führung der Westfront übernommen hatte, bereitete er unter der Oberleitung Schukows die Operation Mars (Angriffsbeginn am 25. November) vor: Der rechte Flügel der Westfront sollte dabei mit dem linken Flügel der Kalinin-Front (General Purkajew) die Masse der deutschen 9. Armee im Frontbogen von Rschew abschneiden und die Eisenbahnverbindung Moskau–Welikije Luki zurückzuerobern. Verstärkt durch den Moskauer Militärbezirk wurden in der Ersten Angriffsphase der Operation Mars etwa 830.000 Soldaten und 2.300 Panzer eingesetzt. Im Anschluss daran sollte durch eine weitere Zangenbewegung in der Operation Jupiter die verbleibenden Verbände der Heeresgruppe Mitte im Bereich Smolensk vernichtet werden. Der Angriff brachte kleinere Anfangserfolge, scheiterte aber nach deutschen Gegenangriffen bis Mitte Dezember unter schweren Verlusten.

### 1943
Während der Schlacht bei Kursk im Juli und August 1943 führten die Armeen des linken Flügels zusammen mit der Brjansker und der Zentralfront die Orjoler Operation durch, um die deutsche Besatzungsmacht zu vernichten. Unter Ausnutzung der vorteilhaften strategischen Lage im August und September 1943, führte die Front zusammen mit den Armeen des linken Flügels der Kalininer Front die Smolensker Operation durch, in deren Ergebnis die sowjetischen Truppen 200 bis 250 Kilometer weiter nach Westen vordringen und dabei große Teile des Kalininer und Smolensker Gebiets befreien konnten.
Ende 1943 bis Anfang 1944 konnten die Armeen der Front, in Richtung Wizebsk und Orscha angreifend, in die östlichen Bezirke Weißrusslands vordringen.
Am 24. April 1944 bildete das Oberkommando der Front die 3. Weißrussische Front, während die Armeen der Front der 2. Weißrussischen Front unterstellt wurden.

## 3. Weißrussische Front
Der 3. Weißrussischen Front (russisch: Третий Белорусский фронт) gehörten zunächst die 5., 31., und 39. Armee und die 1. Luftarmee an. Nachfolgend wurden ihr die 2. und 11. Garde-Armee, die 3., 21., 28., 33., 43., 48., und 50. Armee, die 5. Gardepanzerarmee und die 3. Luftarmee unterstellt.
Während der Weißrussischen Operation führte die Front 1944 die Operationen gegen Wizebsk-Orscha (zusammen mit der 1. Baltischen Front), Vilnius und Kaunas durch. Dabei stießen die Armeen der Front 500 km weit vor und befreiten die Städte Wizebsk, Orscha, Baryssau, Minsk und Maladsetschna, besetzten Vilnius, Kaunas und andere litauische Städte und überschritten die Grenze zu Ostpreußen.
Im Oktober 1944 unterstützten die 39. Armee und die 1. Luftarmee der Front die Memel-Operation der 1. Baltischen Front, als deren Ergebnis die Heeresgruppe Kurland eingekesselt wurde.
Die Armeen der Front konnten bis zu 60 km weit nach Ostpreußen und das nordöstliche Polen vordringen und die Städte Stallupönen, Goldap und Suwałki erobern.
Von Januar bis April 1945 nahmen die Truppen der 3. Weißrussischen Front an den strategischen Operationen in Ostpreußen (Ostpreußische Operation (1945)) teil, so etwa vom 13. bis 21. Januar an der Insterburg-Königsberger Operation. In Zusammenwirken mit der 2. Weißrussischen Front durchbrach sie die tief gestaffelte Verteidigung, stieß 70 bis 130 km weit vor und erreichte die Außenbezirke von Königsberg. Damit waren die in diesem Teil Ostpreußens stehenden deutschen Verbände abgeschnitten. Nach der Vernichtung der deutschen 4. Armee im Kessel von Heiligenbeil erreichte die 3. Weißrussische Front das Frische Haff.
Zwischen dem 6. und dem 9. April 1945 eroberten die Verbände der Front Königsberg (Schlacht um Königsberg). Am 25. April, nach der Vernichtung der gegnerischen Truppen im Samland, wurden Stadt und Hafen von Pillau erobert.
Am 15. August 1945 wurde die Front auf Befehl des sowjetischen Oberkommandos vom 9. Juli 1945 aufgelöst und zur Formierung der Verwaltung des Militärbezirks Baranowitschi verwendet.

## Status heute
Da die russischen Streitkräfte sich immer noch an der Organisation der sowjetischen Armee orientieren, ist es möglich, dass die Westfront immer noch als Kommandobehörde im Stab des Moskauer Militärbezirks der russischen Streitkräfte existiert. Diesen Schluss lassen jedenfalls die Berichte des Moskauer Militärbezirks vom April 2001 zu, als die Truppen des Militärbezirks in zwei Gruppen geteilt wurde, eine operierte als Westfront und die andere als Militärbezirk zu Kriegszeiten.

## Frontkommando

### Oberbefehlshaber
- Armeegeneral Dmitri Grigorjewitsch Pawlow (22. Juni – 29. Juni 1941)
- Armeegeneral Andrei Iwanowitsch Jerjomenko (29. Juni – 2. Juli 1941; 19. – 29. Juli 1941)
- Marschall der Sowjetunion Semjon Konstantinowitsch Timoschenko (2. Juli – 19. Juli 1941; 29. Juli – 11. September 1941)
- Generaloberst Iwan Stepanowitsch Konew (11. September – 12. Oktober 1941; 26. August 1942 – 27. Februar 1943)
- Armeegeneral Georgi Konstantinowitsch Schukow (12. Oktober 1941 – 25. August 1942)
- Generalleutnant Wassili Danilowitsch Sokolowski (27. Februar 1943 – 15. April 1944)
- Generaloberst Iwan Danilowitsch Tschernjachowski (15. April 1944 – 18. Februar 1945)
- Marschall der Sowjetunion Alexander Michailowitsch Wassilewski (18. Februar – April 1945)
- Armeegeneral Howhannes Baghramjan (April – 9. Juli 1945)

### Mitglieder des Militärrats
- Korpskommissar A. J. Fominych (Juni–Juli 1941)
- Armeekommissar 1. Ranges L.S. Mechlis (Juli 1941, Dezember 1943 bis April 1944; ab Oktober 1942 Generalleutnant)
- Sekretär ZK der KP Weißrusslands P. K. Ponomarenko (Juli 1941)
- Generalleutnant N. A. Bulganin (Juli 1941 bis Dezember 1943)
- Generalleutnant W. J. Makarow (April 1944 bis Kriegsende).

### Chefs des Stabes
- Generalleutnant W. J. Klimowskich (Juni 1941)
- Generalleutnant G. K. Malandin (Juli 1941)
- Generalleutnant W. D. Sokolowski (Juli 1941 bis Januar 1942, Mai 1942 bis Februar 1943)
- Generalmajor W. S. Goluschkewitsch (Januar bis Mai 1942)
- Generalleutnant A. P. Pokrowski (Februar 1943 bis Kriegsende; August 1944 Generaloberst).